# مقاطعة هيوستن (تكساس)
مقاطعة هيوستن (بالإنجليزية: Houston  County)‏ هي إحدى المقاطعات في ولاية تكساس، الولايات المتحدة الأمريكية.